# إزدواج محدد مولد الضد
إزدواج محدد مولد الضد (بالإنجليزية: epitope binning)‏ هي من طرق المقايسة المناعية التنافسية تستخدم لتمييز وتصنيف مجموعة من الأجسام المضادة وحيدة النسيلة بالنسبة لبروتين محدد.